# J. K. Simmons
Jonathan Kimble Simmons (Detroit, 9 de gener de 1955), més conegut com a J. K. Simmons, és un actor estatunidenc guanyador de l'Oscar, Globus d'Or, BAFTA, Premi del Sindicat d'Actors, entre d'altres premis. És conegut pel seu paper del neonazi Vernon Schillinger en la sèrie Oz, d'HBO, pel seu paper com a J. Jonah Jameson en les pel·lícules de Spider-Man, com també els seus papers en dues pel·lícules dels germans Coen, The Ladykillers i Cremeu-ho després de llegir-ho. Va guanyar l'Oscar al millor actor secundari per la seva participació com a Terence Fletcher en la pel·lícula Whiplash, de 2014.

## Biografia
Simmons va néixer a Detroit, Míchigan, fill de Patricia Kimble, administrativa, i Donald William Simmons, professor. Té un germà, David (cantant i escriptor), i una germana, Elizabeth. Va anar a la Universitat de Montana i va ser membre del teatre Seattle Repertory Theatre.
Abans de la seva carrera al cinema i la televisió, Simmons va ser actor i cantant de Broadway. Va estar en l'obra Guys and Dolls com Benny Southstreet, i a Carousel com a Jigger en el Houston Grand Opera.
Simmons és conegut pel seu paper del Dr. Emil Skoda, un policia especialitzat en psiquiatria, que ha aparegut en Law & Order; i com el sàdic presoner Vernon Schillinger en el drama carcerari d'HBO, Oz. També va fer el paper de "B.R." en la pel·lícula Gràcies per fumar. I ha estat elogiat per la seva personificació de Mac McGuff, el pare de Juno, en Juno. Va treballar en la sèrie The Closer com el Cap Will Pope des dels anys 2005 i 2012.
També fa el paper de l'obsessiu i egocèntric editor del diari J. Jonah Jameson en les tres pel·lícules de Spider-Man (el seu personatge anava a repetir en una quarta pel·lícula, titulada Spider-Man 4, la qual va ser cancel·lada), el seu personatge va ser molt ben rebut pels seguidors del còmic. A més, Simmons va posar la seva veu per a dos editors de periòdics en dos capítols dels Simpson. Els personatges mai són nomenats, però òbviament es tracta d'homenatges al personatge de Jameson (fins i tot un d'ells demana "fotos de Spider-Man"). Més tard, Simmons hauria tornat a ser triat per al paper de Jameson en la cancel·lada The Amazing Spider-Man 3.
Sens dubte la seva actuació més memorable fins avui és la de Terence Fletcher, el duríssim, competitiu i abusiu professor i director d'orquestra de la guardonada pel·lícula Whiplash que li va valer un Oscar al millor actor secundari el 2015.
S'ha fet conegut també per les seves participacions en pel·lícules produïdes o dirigides pel seu amic Jason Reitman, com a Gràcies per fumar, Juno i Jennifer's Body (escrita per Diablo Cody, guionista de Juno).
El març de 2016, es va confirmar com a James Gordon en l'univers estès de DC Comics, apareixent per primera vegada en Justice League estrenada el 2017.

### Videojocs
Simmons va participar com a actor de veu en el segon lliurament de la saga de videojocs Portal, com l'antic amo de les instal·lacions de "Aperture Science". Se l'escolta quan la protagonista Chell cau en les antigues instal·lacions situades milers de metres sota terra, i els missatges pregravats de Cave Johnson es poden escoltar guiant als turistes i subjectes de prova. També se'l pot veure en el joc Red Alert 3 com el president dels Estats Units.

## Filmografia

### Cinema
| Any  | Pel·lícula                                          | Personatge                      |
| ---- | --------------------------------------------------- | ------------------------------- |
| 1994 | The Ref                                             | Tinent Siskel                   |
| 1994 | Pompoko                                             | Seizaemon                       |
| 1996 | En creuar el límit (Extreme Measures)               |                                 |
| 1997 | The Jackal                                          | Witherspoon                     |
| 1997 | I l'amor va arribar (Love Walked In)                | Sr. Shulman                     |
| 1998 | Celebrity                                           | Souvenir Hawker                 |
| 1999 | The Cider House Rules                               | Ray Kendall                     |
| 1999 | For Love of the Game                                | Frank Perry                     |
| 2000 | Tardor a Nova York (Autumn in New York)             | Dr. Tom Grandy                  |
| 2000 | Premonició (The Gift)                               | Xèrif Pearl Johnson             |
| 2001 | The Mexican                                         | Ted Slocum                      |
| 2002 | Spider-Man                                          | J. Jonah Jameson                |
| 2003 | Off the Map                                         | George                          |
| 2004 | Hidalgo                                             | Buffalo Bill Cody               |
| 2004 | The Ladykillers                                     | Garth Pancake                   |
| 2004 | Spider-Man 2                                        | J. Jonah Jameson                |
| 2005 | Harsh Times                                         | Agent Richards                  |
| 2006 | Gràcies per fumar (Thank You for Smoking)           | Budd "BR" Rohrabacher           |
| 2006 | First Snow                                          | Vacaro                          |
| 2006 | El granger astronauta                               | Director de FAA Jacobson        |
| 2007 | Rendition                                           | Lee Mayer                       |
| 2007 | Spider-Man 3                                        | J. Jonah Jameson                |
| 2007 | Juno                                                | Mac MacGuff                     |
| 2007 | Postal                                              | Candidat Wells                  |
| 2008 | Cremeu-ho després de llegir-ho (Burn After Reading) | Superior de la CIA              |
| 2009 | The Vicious Kind                                    | Donald Sinclaire                |
| 2009 | Executiva en dificultats                            | Stu Kopenhafer                  |
| 2009 | I Love You, Man                                     | Oswald Klaven                   |
| 2009 | Extract                                             | Brian                           |
| 2009 | Jennifer's Body                                     | Mr. Wroblewski                  |
| 2009 | Up in the Air                                       | Bob                             |
| 2010 | Crazy on the Outside                                | Ed                              |
| 2010 | An Invisible Sign                                   | Mr. Jones                       |
| 2011 | The Music Never Stopped                             | Henry Sawyer                    |
| 2012 | El lladre de paraules (The Words)                   | Mr. Jansen                      |
| 2012 | Contraband                                          | Capità Redmond Camp             |
| 2013 | Jobs                                                | Arthur Rock                     |
| 2014 | Whiplash                                            | Terence Fletcher                |
| 2014 | Barefoot                                            | Dr. Bertleman                   |
| 2014 | Men, Women & Children                               | Sr. Doss                        |
| 2015 | Terminator Genysis                                  | Detectiu O'Brien                |
| 2016 | Rock Dog                                            | Khampa (Veu)                    |
| 2016 | Kung Fu Panda 3                                     | Kai (Veu)                       |
| 2016 | Zootopia                                            | Alcalde Leodoro Leonzález (Veu) |
| 2016 | El comptable                                        | Ray King                        |
| 2016 | La La Land                                          | Bill                            |
| 2017 | Patriots Day                                        | Sergent Jeffrey Pugliese        |
| 2017 | Justice League                                      | James Gordon                    |
| 2017 | The Snowman                                         | Arve Stop                       |
| 2019 | 17 Bridges                                          |                                 |
| 2019 | Spider-Man: Far From Home                           |                                 |

### Televisió
- Oz (1997): Vernon Schillinge
- Law & Order: SVU (2000): Dr. Emil Skoda
- 3: The Dale-Earnhardt Story (2004): Ralph Earnhardt
- The Closer (2005-2012): Will Pope, Assistent en Cap d'Operacions de la Policia (posteriorment Cap Intern de la policia)
- Justice League Unlimited (2006): General Wade Eiling
- Els Simpson (2006) ("Moe'N'A Lisa"): Veu de J. Jonah Jameson
- Els Simpson (2007) ("Homerazzi"): Veu de l'editor
- Bury My Heart at Wounded Knee (2007): James McLaughlin
- Ben 10: Alien Force (2008): Magíster Gilhil
- Ultimate Spider-Man (2012): J. Jonah Jameson
- Els Venjadors: Els Herois mes Poderosos del Planeta (Episodi 13 de la segona temporada) (2012): J. Jonah Jameson
- Avatar, la llegenda de la Korra (2012-2014): Veu de Tenzin
- Gravity Falls (2015): Veu de Stanford Pines (Ford)
- Counterpart (2017-2018): Howard Silk
- Klaus (2019)

## Premis

### Premis Oscar
| Any  | Categoria              | Pel·lícula | Resultat  |
| ---- | ---------------------- | ---------- | --------- |
| 2015 | Millor actor secundari | Whiplash   | Guanyador |

### Globus d'Or
| Any  | Categoria              | Pel·lícula | Resultat  |
| ---- | ---------------------- | ---------- | --------- |
| 2015 | Millor actor secundari | Whiplash   | Guanyador |

### BFCA
| Any  | Categoria              | Pel·lícula | Resultat  |
| ---- | ---------------------- | ---------- | --------- |
| 2014 | Millor actor secundari | Whiplash   | Guanyador |

### BAFTA
| Any  | Categoria              | Pel·lícula | Resultat  |
| ---- | ---------------------- | ---------- | --------- |
| 2014 | Millor actor secundari | Whiplaish  | Guanyador |

### Premis del Sindicat d'Actors
| Any  | Categoria              | Pel·lícula | Resultat  |
| ---- | ---------------------- | ---------- | --------- |
| 2014 | Millor actor secundari | Whiplash   | Guanyador |